# 约兰达·内夫
约兰达·内夫（德語：Jolanda Neff，1993年1月5日—），瑞士女子自行车运动员，主攻山地自行车，2015年欧洲运动会女子越野赛金牌得主、2020年夏季奥林匹克运动会女子越野赛金牌得主。